# مقاطعة مارتن (كنتاكي)
مقاطعة مارتن (بالإنجليزية: Martin County)‏ هي إحدى المقاطعات في ولاية كنتاكي في الولايات المتحدة الأمريكية.